# Fingernails - Una diagnosi d'amore
Fingernails - Una diagnosi d'amore (Fingernails) è un film del 2023 diretto da Chrīstos Nikou.

## Trama
Una nuova tecnologia permette alle persone di determinare se il proprio partner è davvero la loro anima gemella. Nonostante Anna abbia la certezza scientifica che Ryan sia l'uomo giusto per lei, la donna comincia a nutrire dubbi quando viene assunta dall'istituto di ricerca responsabile per questa miracolosa tecnologia e conosce Amir, il suo nuovo supervisore.

## Produzione

### Sviluppo
Nel gennaio 2021 è stato annunciato che Christos Nikou avrebbe fatto il suo debutto alla regia di un film in lingua inglese con Carey Mulligan nel ruolo della protagonista. Nel maggio 2022 Jessie Buckley ha sostituito Mulligan nel ruolo di Anna, mentre Riz Ahmed si è unito al cast nel ruolo di Amir; nel settembre dello stesso anno è stata confermata la presenza nel film di Jeremy Allen White.

### Riprese
Le riprese principali si sono svolte tra Toronto e Hamilton tra l'ottobre e il dicembre 2022.

## Promozione
Il primo trailer è stato pubblicato il 26 settembre 2023.

## Distribuzione
Il film è stato presentato in anteprima mondiale il 31 agosto 2023 in occasione del Telluride Film Festival. Dopo essere stato presentato anche al Toronto International Film Festival e allo Zurigo Film Festival, la pellicola è stata distribuita sulla piattaforma Apple TV+ il 3 novembre 2023.

## Riconoscimenti
- 2023 – Festival internazionale del cinema di San Sebastián
  - In concorso per la Concha de oro